# Andain
Andain är en San Francisco-baserad trance- och housetrio som ursprungligen bestod av Josh Gabriel (producent) Mavie Marcos (sångare och låtskrivare) och David Penner (gitarrist). Idag består bandet av Josh Gabriel och Mavie Marcos. De har bland annat gett ut singlarna: Beautiful Things och Summer Calling.

## Diskografi
Albums
- 2012 - You Once Told Me

Singlar
- 2002 - Summer Calling
- 2003 - Beautiful Things
- 2011 - Promises
- 2012 - Much Too Much
- 2012 - Turn Up the Sound
- 2012 - What It's Like
- 2013 - You Once Told Me